# Abdul Fatawu Dauda
Abdul Fatawu Dauda est un footballeur ghanéen né le 6 avril 1985 à Obuasi.
Il a participé à la Coupe d'Afrique des nations 2008 avec le Ghana.
Il est retenu dans la liste du Ghana  pour la Coupe du monde 2014 au Brésil.
Il disputera deux matchs lors de la coupe du monde 2014, le premier contre l'Allemagne (2-2) , et contre le Portugal (2-1), le Ghana  sortira des phases de poules derniers avec 1 point.

## Carrière
- 2004-2013 : Ashanti Gold SC ( Ghana)
- 2013-          : Orlando Pirates ( Afrique du Sud)

## Sélections
- 2008-             :               Ghana              20 (0)